# Kruk (Dębów)
Kruk – część wsi Dębów w Polsce, położona w województwie lubelskim, w powiecie bialskim, w gminie Sosnówka.
W latach 1975–1998 Kruk administracyjnie należał do województwa bialskopodlaskiego.
Wierni Kościoła rzymskokatolickiego należą do parafii Narodzenia Najświętszej Maryi Panny w Motwicy.